# Ngôn ngữ bản địa châu Mỹ
Ngôn ngữ bản địa của châu Mỹ được nói bởi những người bản địa từ Alaska, Nunavut và Greenland đến mũi phía nam của Nam Mỹ, bao gồm các khối đất tạo thành châu Mỹ. Những ngôn ngữ bản địa này bao gồm hàng chục ngữ hệ riêng biệt, cũng như nhiều ngôn ngữ biệt lập và ngôn ngữ không được phân loại.
Nhiều đề xuất để nhóm những người này vào các gia đình cấp cao hơn đã được đưa ra, chẳng hạn như giả thuyết Amerind của Joseph Greenberg. Lược đồ này bị từ chối bởi gần như tất cả các chuyên gia, do thực tế là một số ngôn ngữ khác nhau quá đáng kể để thu hút bất kỳ kết nối nào giữa chúng.
Theo UNESCO, hầu hết các ngôn ngữ bản địa của Mỹ đều đang bị đe dọa nghiêm trọng, và nhiều ngôn ngữ đã bị tuyệt chủng. Ngôn ngữ bản địa được sử dụng rộng rãi nhất là Nam Quechua, với khoảng 6 đến 7 triệu người nói, chủ yếu ở Nam Mỹ.